# Силва Моура, Вененсиу да
Вененсиу да Силва Моура (порт. Venâncio da Silva Moura; 24 февраля 1940, Санза-Помбо, Португальская Ангола — 6 марта 1999, Париж, Франция) — ангольский дипломат и государственный деятель, министр иностранных дел Республики Ангола (1992—1999).

## Биография
После провозглашения независимости Анголы (1975) начал дипломатическую карьеру. Занимал должности посла в Италии и заместителя министра иностранных дел.
В 1992—1999 гг. — министр иностранных дел Анголы. На этом посту подписал мирное соглашение с группировкой УНИТА (1994), ознаменовавшее окончание многолетней гражданской войны. Когда в 1998 г. соглашение было нарушено и возобновились боевые действия, политик был уже серьезно болен.
Ушел в отставку в январе 1999 г. по состоянию здоровья.